# Piji (Bagelen)
Piji is een bestuurslaag in het regentschap Purworejo van de provincie Midden-Java, Indonesië. Piji telt 1563 inwoners (volkstelling 2010).